# Herzog von Leuchtenberg

Wappen des Herzogs von Leuchtenberg aus dem Hause Beauharnais

Herzog von Leuchtenberg (russisch Герцог Лейхтенбергский) war der bayerische Adelstitel, den Maximilian I. Joseph von Bayern im Jahre 1817 seinem Schwiegersohn Eugène de Beauharnais, dem Stief- und Adoptivsohn Napoléons, zusammen mit dem Fürstentum Eichstätt als Standesherrschaft zusprach.
Die Herzöge von Leuchtenberg waren die ranghöchsten Adligen des Königreichs Bayern außerhalb der königlichen Familie, und rangierten im Protokoll unmittelbar nach den Prinzen des königlichen Hauses.

## Geschichte
Im Jahre 1646 fiel die im nördlichen Oberpfälzer Wald gelegene Landgrafschaft Leuchtenberg nach dem Tode des letzten Landgrafen aus dem Haus Leuchtenberg infolge der 26. Februar 1612 geschlossenen Ehe der Mechthildis von Leuchtenberg (1588–1634) mit Albrecht VI. von Bayern an die Wittelsbacher. Von 1646 bis 1705 wurde die Landgrafschaft von ihm und seinen Neffen Maximilian Philipp Hieronymus regiert. 1705 kam die Landgrafschaft an den bayerischen Kurfürsten. Während des Spanischen Erbfolgekrieges erhielten die Fürsten Lamberg die Landgrafschaft als Reichslehen, 1714 fiel Leuchtenberg an die bayerischen Kurfürsten zurück. Der jeweilige bayerische Herrscher führte danach unter seinen Titeln auch den Titel Landgraf von Leuchtenberg. 1808 wurde die Landgrafschaft aufgelöst und ging im Königreich Bayern auf. Das Territorium zählte damals 6500 Einwohner und hatte eine Fläche von etwa 4 Quadratmeilen.

### Bayerische Verleihung 1817

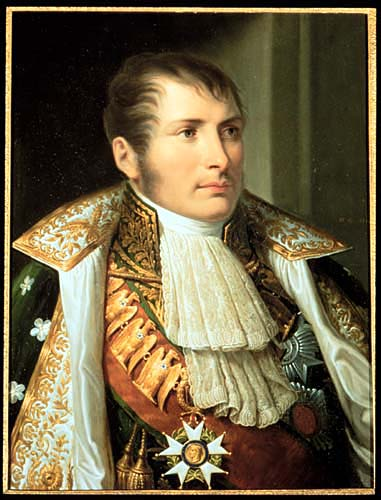
Eugène de Beauharnais (1781–1824), Vizekönig von Italien, Großherzog von Frankfurt, 1817 bayerischer Herzog von Leuchtenberg, Fürst von Eichstätt

König Maximilian I. Joseph von Bayern verlieh am 15. November 1817 an seinen Schwiegersohn Eugène de Beauharnais die von Maximilian von Montgelas vorgeschlagenen Titel Herzog von Leuchtenberg und Fürst von Eichstätt. Ferner stand ihm die Anrede königliche Hoheit und seinen Nachkommen die Anrede Durchlaucht zu. Vom Herzogstitel abgesehen, hatte Beauharnais mit der ehemaligen Landgrafschaft Leuchtenberg nichts zu tun. Sein Territorialbesitz war das 1817 für ihn geschaffene Fürstentum Eichstätt mit etwa 24.000 Bewohnern.
1833 kaufte Bayern das Fürstentum Eichstätt vom 2. Herzog von Leuchtenberg zurück, und 1855 vom 4. Herzog um drei Millionen Gulden auch die übrigen noch verbliebenen Besitzungen. Zwischen 1852 und 1934 war das bayerische Kloster Seeon der Familiensitz.

### Russische Verleihung 1890

Wappen der Herzöge von Leuchtenberg und Fürsten Romanowski

Der 3. Herzog von Leuchtenberg heiratete die Zarentochter Maria Nikolajewna Romanowa und lebte mit seiner Familie in Russland. Seit 1852 führten seine Nachkommen neben dem bayerischen Titel eines Herzogs von Leuchtenberg auch den russischen Titel eines Fürsten Romanowski.
Der 4. Herzog von Leuchtenberg war in Russland geboren und aufgewachsen. 1868 heiratete er und hatte auch zwei Söhne, doch galt diese Ehe als unstandesgemäß. Zar Alexander III. verlieh den beiden Söhnen aus dieser morganatischen Ehe per Dekret vom 11. November 1890 den russischen Titel Herzog von Leuchtenberg (russisch Герцог Лейхтенбергский) und das Prädikat Hoheit. 1897 erfolgte die Eintragung in die Adelsmatrikel des Gouvernements Nowgorod. Die Nachkommen der beiden Brüder hatten, wie im russischen Adel üblich, alle das Recht, den Titel eines Herzogs oder einer Herzogin von Leuchtenberg zu tragen.
Beim Tod des 4. Herzogs von Leuchtenberg im Jahre 1891 fiel der 1817 verliehene bayerische Titel wegen seiner unstandesgemäßen Ehe an seinen jüngeren Bruder Eugène und blieb bei dessen Nachkommen. Nach dem Tod des 8. Herzogs im Jahre 1974 ist gegenwärtig Nikolaus Alexander Fritz von Leuchtenberg (* 1933) Chef des Hauses Beauharnais und Titelanwärter.

## Liste der Herzöge von Leuchtenberg

### Herzöge von Leuchtenberg, bayerische Verleihung 1817
- Eugène de Beauharnais (1781–1824), Vizekönig von Italien, Großherzog von Frankfurt, 1. Herzog von Leuchtenberg seit 1817, Fürst von Eichstätt
- Auguste de Beauharnais (1810–1835), 2. Herzog von Leuchtenberg seit 1824, Sohn des vorigen
- Maximilian de Beauharnais (1817–1852), 3. Herzog von Leuchtenberg seit 1835, Bruder des vorigen
- Nikolaus de Beauharnais (1843–1891), 4. Herzog von Leuchtenberg seit 1852, Sohn des vorigen, 1852 auch russischer Fürst Romanowski (für alle Mitglieder der Familie)
- Eugène de Beauharnais (1847–1901), 5. Herzog von Leuchtenberg seit 1891, Bruder des vorigen
- Georg de Beauharnais (1852–1912), 6. Herzog von Leuchtenberg seit 1901, Bruder des vorigen
- Alexander de Beauharnais (1881–1942), 7. Herzog von Leuchtenberg seit 1912, Sohn des vorigen
- Sergei de Beauharnais (1890–1974), 8. Herzog von Leuchtenberg, Bruder des vorigen

### Herzöge von Leuchtenberg, russische Verleihung 1890
- Nikolaus de Beauharnais (1868–1928), Herzog von Leuchtenberg seit 1890, Sohn von Herzog Nikolaus (1843–1891)
- Georg de Beauharnais (1872–1929), Herzog von Leuchtenberg seit 1890, Sohn von Herzog Nikolaus (1843–1891)

## Sonstige Angehörige
- Josephine von Leuchtenberg (1807–1876), Königin von Schweden
- Amélie von Leuchtenberg (1812–1873), Kaiserin von Brasilien
- Maria von Leuchtenberg (1841–1914), Prinzessin von Baden

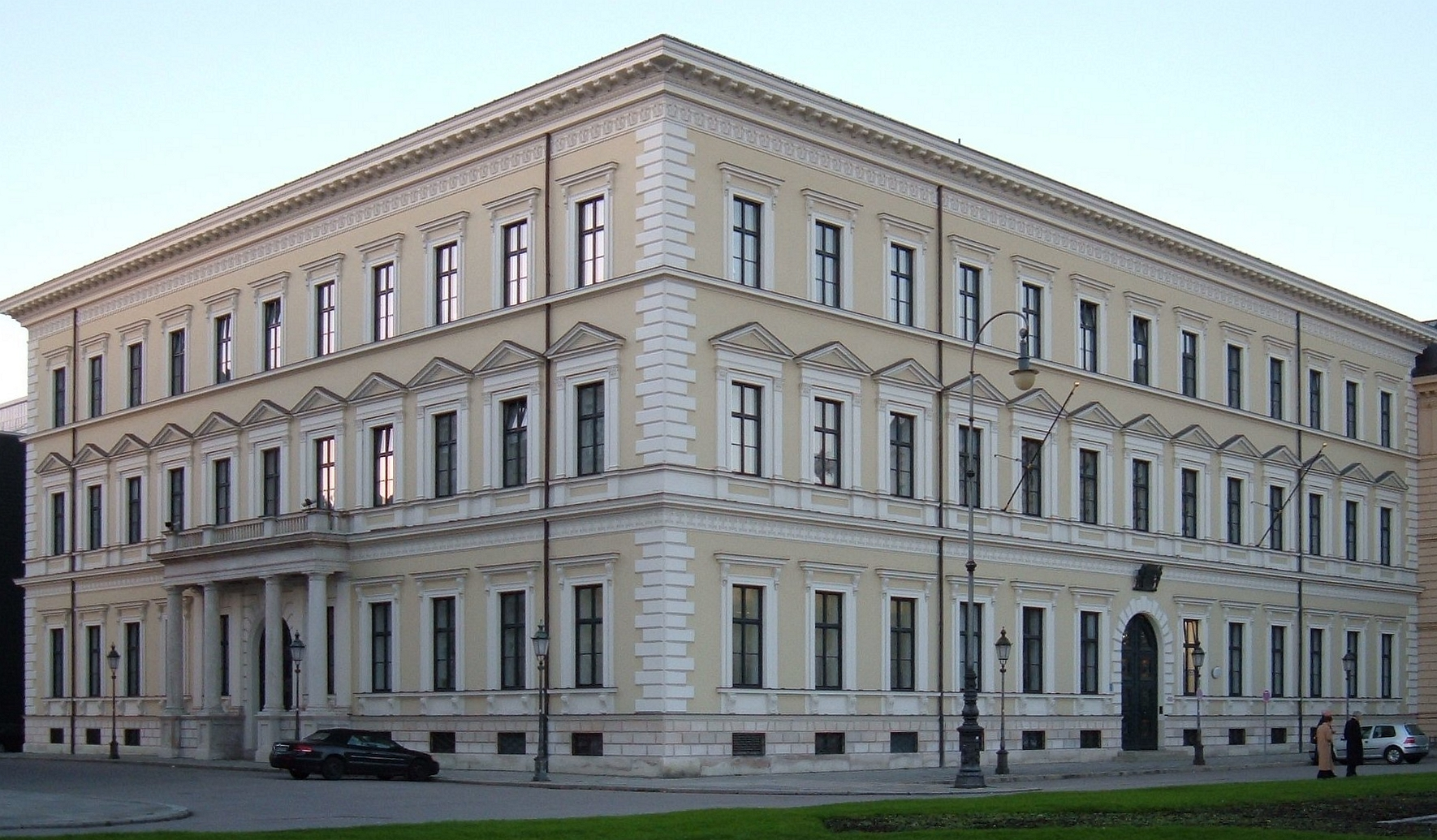
Palais Leuchtenberg in München

## Film
- Napoleons Erben in Bayern. Die Herzöge von Leuchtenberg, BR-Filmdokumentation von Bernhard Graf, ISBN 978-3-96233-211-2.